# Toxocara
Toxocara es un género de nematodos ascarídidos que contiene varias especies de gusanos parásitos, propio de los cánidos y félidos, y que solo secundariamente afectan al ser humano.

## Morfología
Son gusanos cilíndricos de extremos puntiagudos con tres labios en su boca, de color rosado claro-nacarado. Los adultos hembra miden alrededor de 15 cm, mientras que los machos casi la mitad. Los huevos miden 80 μm (micrómetros) y las larvas 0,4 mm de largo x 0,02 mm de ancho. Dadas las condiciones adecuadas, los huevos pueden sobrevivir de 2-4 años. No debe ser confundido con toxoplasma gondii, que es una especie totalmente distinta.

## Biología
Tienen reproducción sexual, en la que el macho fecunda a la hembra, la cual disemina los huevos al ambiente. El ciclo normal ocurre solo en el perro y gato, especialmente en cachorros de menos de cinco semanas, en los que ocurre la migración tráqueo-bronquial o ciclo de Loos. Este ciclo consiste en que las larvas infectantes (tipo L2) pasan desde el intestino a la circulación mesentérica, de ahí van al hígado y posteriormente al corazón derecho; una vez ahí migran hacia el pulmón y si son animales menores de cinco semanas atraviesan el epitelio pulmonar y llegan a los alvéolos, posteriormente a la tráquea y finalmente son deglutidos para alcanzar su estado adulto en el lumen intestinal. En el caso de los animales mayores de cinco semanas, no son capaces de pasar la membrana alveolar y se quedan en la circulación general, desde donde van hasta el tejido muscular y quedan en estado de latencia hasta que se den las condiciones propias para la infección.
Solo afectan al hombre en el caso de que éste tenga contacto con las larvas en altas concentraciones, que en individuos inmunodeprimidos pueden causar diarreas leves e incluso pueden atravesar el epitelio intestinal y producir el síndrome larva-migrans visceral. En casos más graves pueden migrar hacia el ojo e incluso hacia el cerebro.

## Especies
- T. canis - infecta caninos.
- T. cati - infecta a felinos. También llamada Toxocara mistax.
- T. vitulorum - infecta a búfalos y ganado.